# Người Việt tại Sénégal
Người Việt ở Senegal bao gồm cả các chuyên gia và người lao động đến từ Việt Nam cũng như con cháu của những di dân từ thế kỷ 20. Ước tính có tổng cộng hàng trăm người sống ở Senegal và có vài nhà hàng người Việt ở thủ đô Dakar.

## Lịch sử di dân
Đều từng là thuộc địa của Pháp, Việt Nam và Senegal đã có một lịch sử dài giao lưu văn hóa. Bắt đầu từ thập niên 1930, nhiều người Senegal tới Việt Nam để phục vụ cho Quân đội Pháp. Một số người đã kết hôn và có con với phụ nữ Việt Nam. Tuy nhiên vào thập niên 1940 nhiều bất ổn, cùng với Chiến tranh thế giới thứ hai và chiến tranh Đông Dương, nhiều phụ nữ Việt Nam lấy người Senegal đã theo chồng đến Senegal. Vào năm 2007, Jean Gomis, một "nhà lãnh đạo cộng đồng không chính thức" mang dòng máu Việt, đã ước tính có ít hơn 5 người phụ nữ như thế còn sống và có hơn 300 người là hậu duệ người Việt sống rải rác khắp Senegal. Những người này còn biết một ít tiếng Việt và vẫn nấu các món ăn Việt Nam. Tuy nhiên Gomis cho rằng trong vòng 10 năm nữa tiếng Việt sẽ bị lãng quên trong cộng đồng người Việt ở Senegal.
Vào thập niên 1990, những chuyên gia nông nghiệp người Việt đã đến Senegal dưới sự bảo trợ của Tổ chức Lương thực và Nông nghiệp Liên Hợp Quốc, thông qua một sáng kiến thúc đẩy sự hợp tác giữa các quốc gia đang phát triển. Vào năm 2001, số chuyên gia đã tăng từ 40 lên đến 100 người. Phần lớn các chuyên gia đến Senegal trong thời hạn 2 năm, phần lớn không có vợ hoặc chồng đi cùng và sống trong những khu nhà tập thể với những người Việt Nam khác. Họ có nhiệm vụ thúc đẩy nền kĩ thuật và công nghệ còn yếu kém của Senegal phù hợp với sự phát triển kinh tế nước này; ví dụ, những thợ nuôi ong người Việt giới thiệu cho các nông dân Senegal máy triết mật ong ly tâm điều khiển bằng tay và tổ ong bê tông theo kiểu Việt Nam. Những người khác cố gắng làm cho người Senegal biết đến nước mắm Việt Nam. Mặc dù vậy, nước mắm chỉ được sản xuất và sử dụng trong các nhà hàng Việt Nam ở Dakar, các chuyên gia người Việt ở thị trấn ven biển M'Bour đã dạy những nhóm phụ nữ công đoạn chuẩn bị và đã sản xuất được khoảng 20 thùng nước mắm. Phần lớn các chuyên gia chỉ nói tiếng Việt, mặc dù họ có thể học một số từ vựng tiếng Wolof liên quan đến nông nghiệp trong thời gian họ ở đây.